# رالف هازنهوتل
رالف هازنهوتل (بالألمانية: Ralph Hasenhüttl)‏ مواليد 9 أغسطس 1967 في غراتس، هو لاعب ومدرب كرة قدم نمساوي سابق كان يلعب كمهاجم. لعب خلال مسيرته 450 مباراة سجل خلالها 119 هدفاً.

## المسيرة الكروية
ولد هازنهوتل في غراتس، وبدأ مسيرته المهنية مع نادي مسقط رأسه غراتزر أي كاي، حيث ظهر لأول مرة مع الفريق في موسم 1985-86. انتقل إلى أوستريا فيينا في عام 1989، وفاز معه بثلاثة ألقاب متتالية في الدوري النمساوي وكأسين نمساويين. انتقل إلى سالزبورغ في عام 1994، حيث فاز بلقب الدوري النمساوي، وكذلك كأس السوبر النمساوي. في عام 1996 انتقل هازنهوتل إلى الخارج، مع فترات في كيه في ميخيلين وليرس في بلجيكا. في موسم 1998-1999، وقع عقداً مع نادي كولن مقابل رسم يعادل 200,000 يورو. ومع ذلك فقد سجل خلال ثلاثة أعوام في كولونيا ثلاثة أهداف فقط، وفي عام 2000 انتقل إلى غرويتر فورت.
أنهى هازنهوتل حياته المهنية في بايرن ميونيخ الثاني.
لعب هازنهوتل ثماني مرات مع المنتخب النمساوي الوطني، وسجل ثلاثة أهداف.

### أندية لعب لها
- غراتزر أي كاي
- أوستريا فيينا
- نادي ريد بل سالزبورغ
- كيه في ميخيلين
- ليرس
- نادي كولن
- غرويتر فورت
- بايرن ميونخ الرديف

## المسيرة الإدارية والتدريب

### نادي أونترهاخينغ
بين عامي 2004 و2005 كان هازنهوتل مدربًا لفريق الشباب في نادي أونترهاخينغ. بعد إقالة المدرّب السابق في مارس 2007، أصبح مديرًا مؤقتًا حتى تعيين ويرنر لورانت، الذي عمل تحت إشرافه كمدرب مساعد. في 4 أكتوبر 2007، أصبح هازنهوتل المدير الفني الجديد. وكانت أول مباراة له تعادل 2-2. انتهى أونترهاخينغ في المركز السادس في ذلك الموسم.
في موسم 2008-2009 في الدوري الألماني الدرجة الثالثة. حصل الفريق على المركز الرابع، وفقد مكانه في مباراة الذهاب بفارق نقطة واحدة. وفشل في الجولة الأولى من كأس ألمانيا. في موسم 2009-10، فشلوا في المحافظة على نجاحهم، حيث حققوا 31 نقطة في 24 مباراة، مما أدى إلى طرد هازنهوتل في 22 فبراير 2010. كانت مباراته الأخيرة تعادلاً 1-1 مع بوروسيا دورتموند الثاني في 21 فبراير 2010. أنهى سجله ب40 انتصاراً، و20 تعادلاً، و28 خسارة.

### نادي آلن
في يناير 2011 خلف هازنهوتل راينر سكارينجر كمدرب لنادي آلن، أنهى سجله مع النادي ب36 انتصاراً، و28 تعادلاً، و29 خسارة.

### نادي إنغولشتات 04
في أكتوبر 2013، تم تعيين هازنهوتل كمدير لفريق إنغولشتات 04، ليحل محل ماركو كورز. في أول موسم له أخذهم من المواقع المتأخرة في الدوري الألماني إلى المركز العاشر في موسم 2014-15، اصطحب هازنهوتل إنغولشتات إلى الدوري الألماني الدرجة الأولى للمرة الأولى. في موسم 2015–16، كان ناجحًا في تأمين بقاء النادي في الدرجة الأولى، حيث حصل على المركز 11، لكنه اختار عدم تمديد عقده.

### نادي آر بي لايبزيغ
في مايو 2016، تم اختياره كمدير جديد لـآر بي لايبزيغ. وتولى منصبه في 1 يوليو 2016. وكانت مباراته الأولى ضد دينامو دريسدن في كأس ألمانيا. خسر لايبزيغ 5-4 في تلك المباراة. في موسمه الأول مع النادي في الدوري الألماني، قاد هازنهوتل لايبزيغ إلى المركز الثاني. في الموسم التالي احتل النادي المركز السادس مع مطالبة هازنهوتل بإنهاء عقده لأنه لم يكن مرتاحًا لقيامه بدور مؤقت للمدرب القادم يوليان ناغلسمان. في مايو 2018 غادر لايبزيغ.

### نادي ساوثامبتون
في 5 ديسمبر 2018، تم تعيين هازنهوتل كمدير جديد لنادي ساوثهامبتون، خلفاً لمارك هيوز وأصبح أول مدرب نمساوي في الدوري الإنجليزي الممتاز. في وقت تعيينه احتل ساوثهامبتون آخر مكان للهبوط، نقطة واحدة من الأمان. انتهت مباراته الأولى بالهزيمة 0-1 مع كارديف سيتي، بعد ثلاثة أيام من تعيينه. جاء فوزه الأول كمدرب لفريق ساوثهامبتون في 16 ديسمبر بفوزه على أرضه بثلاثة أهداف مقابل هدفين أمام الآرسنال. في 27 أبريل 2019 حصل ساوثهامبتون على مكانة في الدوري الإنجليزي الممتاز بعد تعادل 3-3 أمام نادي بورنموث في ملعب ساينت ماري. وانتهى الموسم في المركز السادس عشر.

## الإنجازات

### لاعب
أوستريا فيينا
- الدوري الألماني لكرة القدم: 1990-1991، 1991-1992، 1992-1993
- كأس النمسا: 1991-1992، 1993-1994

ريد بول سالزبورغ
- الدوري الألماني لكرة القدم: 1994-1995
- كأس السوبر النمساوي: 1995

### مدير
نادي آلن
- الدوري الألماني الدرجة الثالثة: 2011-12

إنغولشتات 04
- الدوري الألماني الدرجة الثانية: 2014-15

## روابط خارجية
- رالف هازنهوتل على موقع قاعدة بيانات كرة القدم.إي يو (الإنجليزية)
- رالف هازنهوتل على موقع ناشيونال فوتبول تيمز (الإنجليزية)
- رالف هازنهوتل على موقع Soccerway.com (الإنجليزية)
- رالف هازنهوتل على موقع عالم كرة القدم.نت (الإنجليزية)